# Little Buddha
Little Buddha is een Amerikaanse film uit 1993, geregisseerd door Bernardo Bertolucci. Hoofdrollen worden vertolkt door Bridget Fonda en Keanu Reeves.

## Verhaal
Een groep monniken onder leiding van Lama Norbu is op zoek naar de reïncarnatie van de grote boeddhistische leraar Lama Dorje. Ze vinden een jongen genaamd Jesse Conrad in Seattle, en zijn van mening dat hij de reïncarnatie is die ze zoeken. Hoewel Jesse erg geïnteresseerd is in de monniken en hun manier van leven, zijn zijn ouders, Dean en Lisa, minder blij met het bezoek. Wanneer Norbu aankondigt Jesse mee te willen nemen naar Bhutan voor een test om te bepalen of hij echt de persoon is die ze zoeken, worden ze zelfs vijandig tegenover de monniken. Dean verandert echter van gedachten wanneer een collega en goede vriend van hem zelfmoord pleegt, waardoor Dean gaat inzien dat er belangrijkere dingen zijn in het leven dan werk en geld. Hij geeft toestemming op voorwaarde dat hij mee mag naar Bhutan. Tijdens de reis naar Bhutan maakt de groep een tussenstop in Nepal. Daar worden nog twee kinderen gevonden die mogelijk de reïncarnatie zijn van Dorje: Raju en Gita.
Onderweg vertelt Norbu de drie kinderen het levensverhaal van de jonge Gautama Boeddha. De kijker krijgt dit verhaal te zien als een soort tweede film binnen de hoofdfilm. In het verhaal gaat een hindoeprins genaamd Siddhartha op pad om zijn doel te bereiken. Hij wordt tegengewerkt door de demon Mara, die Boeddha probeert te verleiden door zijn knappe dochters op hem af te sturen. Wanneer dit mislukt probeert hij Boeddha te hinderen middels intimidatie, bedreigingen en zelfs een leger monsters. Uiteindelijk verslaat Boeddha dit leger enkel door middel van zijn geduld en tolerantie.
Eenmaal in Bhutan wordt de test gehouden. Het blijkt dat alle drie de kinderen reïncarnaties zijn van Dorje. Elk van hen bevat een andere manifestatie van hem: Raju is zijn lichaam, Gita zijn stem en Jesse zijn geest.

## Rolverdeling
| Acteur                 | Personage    | Opmerkingen       |
| ---------------------- | ------------ | ----------------- |
| Keanu Reeves           | Siddhartha   |                   |
| Ruocheng Ying          | Lama Norbu   | als Ying Ruocheng |
| Chris Isaak            | Dean Conrad  |                   |
| Bridget Fonda          | Lisa Conrad  |                   |
| Alex Wiesendanger      | Jesse Conrad |                   |
| Raju Lal               | Raju         |                   |
| Greishma Makar Singh   | Gita         |                   |
| Sogyal Rinpoche        | Kenpo Tenzin |                   |
| Rinpoche Khyongla Rato | Abbot        |                   |
| Tsultim Gyelsen        | Lama Dorje   |                   |
| Jo Champa              | Maria        |                   |
| Jigme Kunsang          | Champa       |                   |

## Achtergrond
De flashbackscènes met de jonge Boeddha werden gefilmd in 65 mm Todd-AO door cinematograaf Vittorio Storaro. De rest van de film is opgenomen in het meer gebruikelijke formaat van 35 mm. Op die manier zijn de twee verhalen duidelijk van elkaar te onderscheiden.
De prominente filmmaker en schrijver Khyentse Norbu heeft een cameo in de film.

## Prijzen en nominaties
| jaar | prijs                  | categorie                                                        | genomineerde(n)                  | uitslag     |
| ---- | ---------------------- | ---------------------------------------------------------------- | -------------------------------- | ----------- |
| 1994 | Silver Ribbon          | Beste cinematografie                                             | Vittorio Storaro                 | gewonnen    |
| 1994 | Golden Reel Award      | onbekend                                                         | Vincent Arnardi, Gerry Humphreys | genomineerd |
| 1995 | Grammy Award           | Beste instrumentale compositie geschreven voor film of televisie | Ryuichi Sakamoto                 | genomineerd |
| 1995 | Golden Raspberry Award | slechtste nieuwe ster                                            | Chris Isaak                      | genomineerd |